# Cindy Bear
Cindy Bear (conhecida apenas como Cindy no Brasil)  é uma personagem do mundo fitício de Zé Colmeia, foi dublada originalmente por Julie Bennet.

## História
Cindy é a namorada do Zé Colmeia. Ela fala com sotaque do Sul, e carrega um guarda-sol. Cindy apareceu originalmente com a pele azul, mais tarde mudou para uma cor cinza-bege.

### Aparições
- The Yogi Bear Show (segmentos "Acrobatty Bear", "A Wooin' Bruin", "Yogi's Birthday Party")
- Hey There, It's Yogi Bear!
- Yogi's Gang (episódios  "Gossipy Witch" e "Mr. Hothead")
- Laff-A-Lympics
- Yogi's First Christmas
- Yogi's Treasure Hunt (episódio "To Be or Not To Bee Bee Be")
- Yogi and the Invasion of the Space Bears
- The New Yogi Bear Show
- Yo Yogi!